# Chaitophorus fraxinicolus
Chaitophorus fraxinicolus är en insektsart. Chaitophorus fraxinicolus ingår i släktet Chaitophorus och familjen långrörsbladlöss. Inga underarter finns listade i Catalogue of Life.